# لیلی لیک (ویسکانسین)
لیلی لیک (به انگلیسی: Lily Lake) یک منطقهٔ مسکونی در ایالات متحده آمریکا است که در شهرستان کنوشا، ویسکانسین واقع شده‌است. لیلی لیک ۴۷۷ نفر جمعیت دارد و ۲۴۱٫۱ متر بالاتر از سطح دریا واقع شده‌است.